# Guy Verhofstadt
Guy Verhofstadt, fullständigt namn Guy Maurice Marie Louise Verhofstadt, född 11 april 1953 i Dendermonde, Belgien, är en belgisk politiker och var Belgiens premiärminister mellan 1999 och 2008. Han är gruppledare för Gruppen Alliansen liberaler och demokrater för Europa (ALDE) sedan Europaparlamentsvalet 2009.
I november 2013 utsåg ALDE Guy Verhofstadt till sin kandidat till kommissionsordförande inför Europaparlamentsvalet 2014.

## Tidig karriär
Verhofstadt blev ordförande för Flamländska liberala studentförbundet medan han studerade juridik vid Universitetet i Gent och stannade på posten 1972–1974. Han blev sedan sekreterare åt Willy De Clercq, som då var ordförande för det flamländska liberala partiet Partiet för frihet och framsteg (PVV). 1982, vid 29 års ålder, blev Verhofstadt ordförande för partiet. 1985 valdes han in i deputeradekammaren och blev biträdande premiärminister och budgetminister i Wilfried Martens regering. På grund av hans ekonomisk-politiska åsikter och sin ungdom fick han smeknamnet "Baby Thatcher".
Efter att ha fått lämna regeringen blev han oppositionsledare. Efter ett misslyckat försök att bilda regering i november 1991 ombildade han 1992 PVV till Öppna VLD (Open Vlaamse Liberalen en Democraten). Detta nya parti lyckades locka till sig politiker från andra partier, framför allt Folkunionen (VU) och Kristliga folkpartiet (CDV). Partiet lyckades dock inte ta över den ledande rollen från CDV, och Verhofstadt avgick och försvann en tid från den politiska scenen, för att återkomma till ordförandeposten 1997 med en mindre radikal image. Han avlägsnade sig gradvis från nyliberalismen, delvis influerad av sin bror Dirk Verhofstadt, en socialliberal politisk filosof, och blev mer av en mittenpolitiker i sin framtoning.

## Regeringen Verhofstadt I
Delvis på grund av en livsmedelsskandal (gällande dioxiner i mat) som bröt ut just före 1999 års val blev VLD det största partiet i valet, med över 22% av rösterna i Flandern. Han lyckades snabbt bilda en koalitionsregering med de flamländska socialisterna och gröna partiet, samt med de franskspråkiga motsvarigheterna till dessa partier i Brysselregionen och Vallonien, det vill säga en symmetrisk koalition över språkgränserna. Han utsågs till premiärminister 12 juli 1999, och var då den första liberalen på posten sedan Paul-Émile Janson 1938. Hans regering var den första belgiska regeringen sedan 1958 utan kristdemokraterna, och den första att inkludera de gröna partierna.
Ett gynnsamt ekonomiskt läge gjorde det inledningsvis möjligt att öka vissa sociala förmåner och samtidigt sänka skatterna. Efter 2001 försämrade dock det ekonomiska läget. Efter ett tag började arbetslösheten att öka, efter att tidigare ha minskat under Jean-Luc Dehaenes regering.
Frågan om rösträtt för icke-EU-medborgare bosatta i Belgien var en stridsfråga i regeringen. Till skillnad från sina koalitionspartners motsatte sig Verhofstadt och VLD detta, men föreslog istället att proceduren för att få belgiskt medborgarskap skulle liberaliseras.
Under upptakten till Irakkriget 2003 var Belgien aktiva motståndare till invasionen.

## Regeringen Verhofstadt II
Efter 2003 års val bildade Verhofstadt en ny regering, denna gång en regering av liberaler och socialister men utan de gröna, som i det närmaste utplånades i valet. Regeringsbildningen drog ut på tiden och den nya regeringen svors in 12 juli 2003. En av de frågor som man kom överens om i regeringsbildningen var att avskaffa den belgiska "folkmordslagen" om universell jurisdiktion för vissa brott, som ansetts blivit en politisk belastning för landet.
I de flamländska regionalvalen 13 juni 2004 tappade VLD stort och blev tredje största parti, men detta hade ingen omedelbar verkan på den federala regeringen. 2004 omnämndes Verhofstadts som efterträdare till Romano Prodi som Europeiska kommissionens ordförande, men hans kandidatur mötte motstånd från bland annat Tony Blair och Silvio Berlusconi.
Från hösten 2004 drabbades regeringen av flera kriser. Den första gällde investeringar från DHL i Bryssel-Zaventems flygplats, för vilket företaget krävde utökade möjligheter till nattrafik. Nästa kris gällde valkretsen Bryssel-Halle-Vilvoorde, som innefattar ett antal kranskommuner till den tvåspråkiga regionen Bryssel med en hög andel fransktalande befolkning men belägna i Flandern där enbart nederländska är officiellt språk. Domstolsutslag krävde en ändring av valkretsens utformning, men politiskt blockerades frågan eftersom varken fransk- eller nederländskspråkiga var kompromissvilliga.
Verhofstadts koalitionsregering led nederlag i parlamentsvalet 10 juni 2007, men på grund av stora svårigheter att bilda en ny regeringskoalition stannade Verhofstadt kvar i spetsen för en långlivad expeditionsministär under drygt 9 månader efter valet. 
Han förblev på premiärministerposten till 20 mars 2008, och var då den belgiske premiärminister som suttit näst längst i sträck på posten, efter Wilfried Martens. Den 20 mars 2008 avgick Verhofstadt och den flamländske kristdemokraten Yves Leterme tog över efter att en ny koalitionsregering bildats.

## Europaparlamentet
Efter Europaparlamentsvalet i Belgien 2009 valdes Verhofstadt in i Europaparlamentet och utnämndes till ordförande i den liberala gruppen ALDE.

## Utmärkelser
- Storkorsriddare av Republiken Italiens förtjänstorden,  20 februari 1985[6]
- Statsminister i Belgien,  30 januari 1995[6]
- Storkorset av Isabella den katolskas orden,  2000[6][8]
- Kommendör med stora korset av Nordstjärneorden,  2001[6]
- Storkors av Dannebrogorden,  2002[6]
- Norska förtjänstordens storkors,  2003[6]
- Storkorset av Finlands Vita Ros’ orden,  30 mars 2004[6]
- Storkorsets hedersorden,  2005[6]
- Europeiska bokpriset,  2007
- Storkors av Kronorden,  5 juni 2007[6]
- Storkors av Leopoldorden,  13 april 2008[6]
- Sergei Magnitsky Human Rights Award,  2015[9]
- Rumänska Stjärnans orden
- Storkors av Republiken Polens förtjänstorden

[Redigera Wikidata]